# NGC 6677
NGC 6677 је галаксија у сазвежђу Змај која се налази на NGC листи објеката дубоког неба.
Деклинација објекта је + 67° 8' 13" а ректасцензија 18h 33m 30,4s. Привидна величина (магнитуда) објекта NGC 6677 износи 13,1 а фотографска магнитуда 14,1. NGC 6677 је још познат и под ознакама IC 4763, UGC 11288, MCG 11-22-55, CGCG 323-1, 7ZW 814, KAZ 209, VV 672, CGCG 322-46, PGC 62029.